# Мората, Урсула Микаэла
Урсула Микаэла Мората (Ursula Micaela Morata, 21 октября, 1628, Картахена — 9 января 1703, Аликанте) — монахиня ордена капуцинов Poor Clares. Она основала монастырь капуцинов Poor Clares в Аликанте (Испания).

## Детство
Урсула Микаэла Мората родилась в обеспеченной семье и была тринадцатым ребёнком. Её отец, Марк Аурелио Мората Искайа происходил из рыцарского сословия Савойи, Италия.